# George B. McClellan Jr.
George Brinton McClellan Jr., född 23 november 1865 i Dresden, Kungariket Sachsen, död 30 november 1940 i Washington, D.C., var en amerikansk historiker och politiker (demokrat). Han var ledamot av USA:s representanthus 1895–1903 och New Yorks borgmästare 1904–1909. Han var son till George B. McClellan som hade varit Demokratiska partiets presidentkandidat i presidentvalet i USA 1864.
Efter den politiska karriären hade McClellan en akademisk karriär vid Princeton University där han hade studerat då det fortfarande hette College of New Jersey.